# Jacquetta Wheeler
Jacquetta Wheeler (16 de octubre de 1981) es una modelo británica. 

Su padre, Stuart Wheeler, es un empresario y activista política para el Partido Independencia del Reino Unido, y su madre Tessa (nacida Codrington) es una fotógrafa.
Wheeler es la segunda de tres hermanas. Tiene una hermana mayor, Sarah, y una hermana más pequeña, Charlotte. A través de su madre, es descendiente de muchas personalidades nobles y reales, incluyendo a Enrique VII. De niña, Wheeler vivía un estilo de vista cómodo y opulento con su familia en Inglaterra. A la edad de 15 años, fue descubierta por el diseñador italiano Stephan Jansen. Jansen le pidió a Wheeler ir a Milán y aparecer en su desfile de moda. Más tarde ese año, fue parada en Inglaterra de camino a un salón de belleza por el fotógrafo de moda Mario Testino.
A la edad de 17 años, Wheeler fue portada de la Vogue francesa y parte de un anuncio publicitario de Gucci. Aunque continuó acudiendo al colegio en The King's School, Canterbury—en Luxmoore House —Wheeler se tomaría unos días libres para poder trabajar con compañías de la moda, tales como Calvin Klein, Prada, y Gap.
En 1999, The Face la declaró la 'Modelo del Milenio'. A los diseñadores les gusta su look andrógino. En 2002, The Sunday Times la nombró una de las modelos británicas mejor pagadas. La lista de clientes de Wheeler va desde Shiatzy Chen, Burberry hasta Versace.
Estuvo saliendo con el fotógrafo británico Alexi Lubomirski. Se casó con el gerente de fondos de cobertura Jamie Allsopp en junio de 2012.

## Agencias
Wheeler ha contratado con las siguientes agencias :
- Take 2 Model Management (Londres, Inglaterra)[1]
- IMG Models (Nueva York, Estados Unidos de América)[1]
- TESS Management (Londres, Inglaterra)